# Seabra
Seabra là một đô thị thuộc bang Bahia, Brasil. Đô thị này có diện tích 2825,016 km², dân số năm 2007 là 40562 người, mật độ 14,4 người/km².